# 2002年度TVB8金曲榜頒獎典禮得獎名單
2002年度TVB8金曲榜頒獎典禮

## 得獎名單

### TVB8金曲榜金曲獎
- 愛情來了 - 陳慧琳
- 至少走得比你早 - 盧巧音
- 下半輩子 - 陳小春
- 念念不忘 - 蔣　虹
- 漂白的心 - 容祖兒
- 開不了口 - 周杰倫
- 黑色柳丁 - 陶　喆
- 反省 - 那　英
- 透明 - 梁詠琪
- 單人房雙人床 - 莫文蔚
- 妳愛我 - 伍　佰
- 我愛的她不愛我 - 孫　楠
- 我和你 - 蘇永康
- 謝謝儂 - 陳奕迅
- 我還能愛誰 - 許志安

### TVB8金曲榜極品推介歌曲獎
- 透明 - 梁詠琪
- 浪漫假期 - 馬浚偉
- 我是真的愛上你 - 王　傑
- Rainy Days - 朱　茵
- 超速遊戲 - 陳冠希

### TVB8金曲榜最佳男新人獎
- 金獎：麥浚龍
- 銀獎：陳司翰
- 銅獎：張智成

### TVB8金曲榜最佳女新人獎
- 金獎：許慧欣
- 銀獎：丁文琪
- 銅獎：方皓玟

### TVB8金曲榜最佳作曲獎
- 開不了口 - 周杰倫

### TVB8金曲榜最佳作詞獎
- 分手快樂 - 姚若龍

### TVB8金曲榜最佳編曲獎
- 我愛妳 - 伍　佰

### TVB8金曲榜最佳歌曲監製獎
- 黑色柳丁 - 陶　喆

### TVB8金曲榜最佳音樂錄影帶獎
- Remember - S.H.E
- 大風吹 - 麥浚龍
- 妳愛我 - 伍　佰&China Blue

### TVB8金曲榜最佳組合獎
- 金獎：F4
- 銀獎：S.H.E.
- 銅獎：Twins

### TVB8金曲榜最佳樂隊獎
- 金獎：伍　佰&China Blue
- 銀獎：深南大道
- 銅獎：信樂團

### TVB8金曲榜全球華語觀眾最愛粵語歌曲獎
- 好心分手 - 盧巧音
- 高妹 - 李克勤
- 明年今日 - 陳奕迅

### TVB8金曲榜內地最具潛質男歌手獎
- 胡彥斌

### TVB8金曲榜內地最具潛質女歌手獎
- 蔣　虹

### TVB8金曲榜內地最受歡迎男歌手獎
- 孫　楠

### TVB8金曲榜內地最受歡迎女歌手獎
- 那　英

### TVB8金曲榜全球傳媒男歌手獎
- 周杰倫

### TVB8金曲榜全球傳媒女歌手獎
- 莫文蔚

### TVB8金曲榜最受歡迎男歌手獎
- 陳奕迅

### TVB8金曲榜最受歡迎女歌手獎
- 陳慧琳

### TVB8金曲榜金曲金獎
- 黑色柳丁 - 陶　喆